# Molophilus longioricornis
Molophilus longioricornis är en tvåvingeart som beskrevs av Alexander 1921. Molophilus longioricornis ingår i släktet Molophilus och familjen småharkrankar. Inga underarter finns listade i Catalogue of Life.